# 流行藝術巡迴演唱會
《ArtRave: The Artpop Ball》(風格化爲：artRAVE: The ARTPOP Ball)是美國女歌手Lady Gaga(女神卡卡)的第四場個人巡迴演唱會，用來支持2013年最新專輯ARTPOP，巡演不像上次的Born This Way Ball涵蓋全球，只有亞洲，歐洲，北美洲，大洋洲，以及中東地區擁有場次，而這一次是從北美洲的勞德岱爾堡開始。
這次舞台是以壓克力透明材質，打造伸展式舞台，讓Lady Gaga可以更親近粉絲，在加上驚人的雷射效果以及鎂光燈，女神卡卡自己也說這會是一場轟動、完美的派對。
這次的舞台是由Lady Gaga設計，編舞則是Richky Jackson。

## 巡演曲目
這個巡演曲目只代表是意大利米蘭的表演，它并不代表是整個巡演的所有表演的曲目。

第一幕 : Video Intro
1. ARTPOP
2. G.U.Y.
3. Donatella
4. Fashion! (2014年5月4號~2014年6月3號)

注意:
- 在2014年6月3號，密爾沃基的場次Fashion! 從巡演曲目中移除。

第二幕 : Venus Intro
1. Venus
2. MANiCURE
3. Cake Like Lady Gaga (過場) (2014年5月4號~2014年6月4號)
4. Just Dance
5. Poker Face
6. Telephone

注意:
- 在2014年6月4號，密爾沃基的場次Cake Like Lady Gaga 從巡演曲目中移除。
- 在2014年6月2號，蒙特婁的場次在Venus之後唱了The Edge Of Glory。

第三幕 : Partynauseous (2014年6月30號~目前 表演新版本)
1. Paparazzi
2. Do Want U Want
3. Dope (不插電版，於2014年7月30號~目前)
4. Born This Way (不插電版)

注意:
- 於2014年5月15號 Do Want U Want 之後唱了Do Want U Want 加長版。
- 於2014年6月30號 Partynauseous 修改新的版本。
- 於2014年7月5號，在渥太華的場次在Do Want U Want之後唱了I've Got a Crush on You。

第四幕 : Jewels N' Drugs Intro
1. The Edge Of Glory (Acapella版，於2014年7月9號~目前)
2. Judas (短版，於2014年7月9號~目前)
3. Aura (於2014年7月9號~目前，換成短版)
4. Sexxx Dreams (於2014年7月9號~目前，換成短版)
5. Alejandro

第五幕 : Ratchet
1. Bad Romance
2. Applause
3. Swine

安可曲 :
1. Gypsy

## 開場嘉賓
Gaga本人邀請日本團體BABYMETAL擔任其中5場演出的開場嘉賓
- 2014年7月30日，鳳凰城・托金斯迪克度假酒店球館
- 2014年8月1日，拉斯維加斯・米高梅大花園球館（英语：MGM Grand Garden Arena）
- 2014年8月2日，內華達州・哈威斯賭場度假飯店（英语：Harveys Lake Tahoe）
- 2014年8月4日，鹽湖城・能源方案球館
- 2014年8月6日，丹佛・百事中心

## 演唱会日期
| 2014年5月4日  | 森賴斯     | 美国             | BB&T 中心                |
| 2014年5月6日  | 亞特蘭大   | 美国             | 飛利浦體育館             |
| 2014年5月8日  | 匹茲堡     | 美国             | 卡素爾能量中心           |
| 2014年5月10日 | 安卡斯維爾 | 美国             | 金大神賭場體育館         |
| 2014年5月12日 | 華盛頓特區 | 美国             | 威訊中心                 |
| 2014年5月13日 | 紐約市     | 美国             | 麥迪遜廣場花園           |
| 2014年5月15日 | 費城       | 美国             | 富國銀行中心             |
| 2014年5月17日 | 底特律     | 美国             | 祖路易斯體育館           |
| 2014年5月18日 | 克里夫蘭   | 美国             | 快貸球館                 |
| 2014年5月20日 | 聖保羅     | 美国             | Xcel能量中心             |
| 2014年5月22日 | 溫尼伯     | 加拿大           | MTS中心                  |
| 2014年5月25日 | 卡加利     | 加拿大           | 豐業銀行馬鞍體育館       |
| 2014年5月26日 | 埃德蒙頓   | 加拿大           | Rexall Place             |
| 2014年6月2日  | 聖地牙哥   | 美国             | Viejas 體育館            |
| 2014年6月3日  | 聖荷西     | 美国             | 聖荷西SAP中心            |
| 2014年6月26日 | 密爾瓦基   | 美国             | 馬卡斯圓型劇場           |
| 2014年6月28日 | 大西洋城   | 美国             | Boardwalk Hall           |
| 2014年6月30日 | 波士頓     | 美国             | TD花園                   |
| 2014年7月2日  | 蒙特利爾   | 加拿大           | 貝爾中心                 |
| 2014年7月4日  | 魁北克市   | 加拿大           | 亞伯拉罕平原             |
| 2014年6月26日 | 渥太華     | 加拿大           | LeBreton Flats           |
| 2014年7月7日  | 水牛城     | 美国             | 第一尼亞加拉中心         |
| 2014年7月9日  | 多倫多     | 加拿大           | 加拿大航空中心           |
| 2014年7月11日 | 芝加哥     | 美国             | 聯合中心                 |
| 2014年7月14日 | 聖安東尼奧 | 美国             | AT&T中心                 |
| 2014年7月16日 | 休斯敦     | 美国             | 豐田中心                 |
| 2014年7月17日 | 達拉斯     | 美国             | 美國航空中心             |
| 2014年7月19日 | 拉斯維加斯 | 美国             | 美高梅大花園體育館       |
| 2014年7月21日 | 洛杉磯     | 美国             | 斯台普斯中心             |
| 2014年7月22日 | 洛杉磯     | 美国             | 斯台普斯中心             |
| 2014年7月25日 | 亞特蘭大   | 美国             | 奧林匹克百年公園         |
| 2014年7月30日 | 鳳凰城     | 美国             | 托金斯迪克度假酒店球館   |
| 2014年8月1日  | 拉斯維加斯 | 美国             | 美高梅大花園體育館       |
| 2014年8月2日  | 斯特林     | 美国             | Lake Tahoe Outdoor Arena |
| 2014年8月4日  | 鹽湖城     | 美国             | 能源方案球馆             |
| 2014年8月6日  | 丹佛       | 美国             | 百事中心                 |
| 2014年8月8日  | 西雅圖     | 美国             | KeyArena                 |
| 2014年8月9日  | 溫哥華     | 加拿大           | 羅渣士體育館             |
| 亞洲          |            |                  |                          |
| 2014年8月13日 | 千葉市     | 日本             | 千葉海洋球場             |
| 2014年8月14日 | 千葉市     | 日本             | 千葉海洋球場             |
| 2014年8月16日 | 首爾       |                  | 首爾奧林匹克主競技場     |
| 大洋洲        |            |                  |                          |
| 2014年8月20日 | 柏斯       |                  | 柏斯體育館               |
| 2014年8月23日 | 墨爾本     | 羅德·拉沃競技場  |                          |
| 2014年8月24日 | 墨爾本     | 羅德·拉沃競技場  |                          |
| 2014年8月26日 | 布里斯班   | 布里斯班娛樂中心 |                          |
| 2014年8月30日 | 悉尼       | 悉尼全機體育館   |                          |
| 2014年8月31日 | 悉尼       | 悉尼全機體育館   |                          |
| 亞洲          |            |                  |                          |
| 2014年9月10日 | 杜拜       | 阿联酋           | 美丹馬場                 |
| 2014年9月13日 | 特拉維夫   | 以色列           | 雅空公園                 |